# Goran Jurić
Goran Jurić (Mostar, 1963. február 5. –) horvát válogatott labdarúgó.
A nemzeti csapat tagjaként részt vett az 1998-as labdarúgó-világbajnokságon, ahol a bronzérmet jelentő harmadik helyet szerezték meg.

## Külső hivatkozások
- Goran Jurić Archiválva 2012. november 8-i dátummal a Wayback Machine-ben – a FIFA.com honlapján
- Goran Jurić – a National-football-teams.com honlapján